# Mikawa (Yamagata)
Mikawa (三川町 Mikawa-machi?) es un pueblo localizado en la prefectura de Yamagata, Japón. En junio de 2019 tenía una población de 7.537 habitantes y una densidad de población de 227 personas por km². Su área total es de 33,22 km².

## Geografía

### Municipios circundantes
- Prefectura de Yamagata
  - Tsuruoka
  - Sakata
  - Shōnai

## Demografía
Según datos del censo japonés, la población de Mikawa se ha mantenido estable en los últimos años.
| Año del censo | Población |
| ------------- | --------- |
| 1995          | 8.188     |
| 2000          | 7.879     |
| 2005          | 8.003     |
| 2010          | 7.731     |
| 2015          | 7.728     |